# Köderfisch

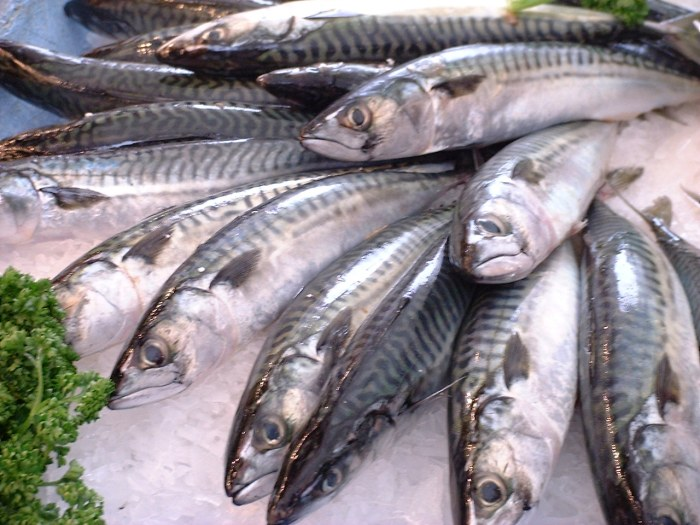
Makrelen werden häufig als Köderfisch eingesetzt

Als Köderfisch werden kleine Fische bezeichnet, die als Köder für Großfische in der Hochsee- und Küstenfischerei dienen. Meist werden die Köderfische an Langleinen eingesetzt. Auch beim Sportfischen auf Raubfische werden Köderfische eingesetzt. In Deutschland ist das Angeln mit lebendem Köderfisch durch § 17 des Tierschutzgesetzes verboten. Auch in der Schweiz gilt ein analoges Verbot.

## Köderfische
Als Köderfisch an Langleinen werden Makrelen verwendet. Aus Südamerika, zum Beispiel Peru, ist bekannt, dass auch Delfinfleisch als Köder in der Hai-Langleinenfischerei verwendet wird. Neben Kleinfischen kommen je nach Zielart auch Wirbellose als Köder zum Einsatz. Langleinen werden beispielsweise mit Tintenfisch-Ködern bestückt. Die Tintenfisch-Köder sind bei Schwertfischen begehrt, allerdings beißen auch Seiden-, Nacht- und Hammerhaie an.
Zielfischarten beim Langleinenfang sind Schwarzer Seehecht, verschiedene Thunfischarten, Kabeljau, Schwertfisch, Heilbutt, Mahi-Mahi (Dolphin Fish), Haie und andere, zumeist wertvolle, Speisefischarten.

## Beifangproblematik
Die industrielle Langleinenfischerei ist neben der Treibnetzfischerei hauptverantwortlich dafür, dass Millionen von Meerestieren als Beifang getötet werden oder als Abfall über Bord gehen. Durch die Köderfische werden Schildkröten, Delfine und Haie angelockt und verfangen sich in den Haken.